# سفندرية
الفصيلة السفندرية فصيلة نباتية تتبع رتبة الهليونيات من أحاديات الفلقة. تضم حوالي 19 جنسًا منها المُضاض. من جهة أخرى، يعتبر نظام المجموعة الثالثة لعلم تطور سلالات مغطاة البذور أن هذه الفصيلة يجب ألا تكون منفصلة ويضم نباتاتها تحت مسمى قبيلة (باللاتينية: Nolinoideae) تابعة للفصيلة الهليونية.

## من أجناسها
- المُضاض (باللاتينية: Polygonatum)